# Nellie Yip Quong
Nellie Yip Quong, de soltera Nellie Towers, (Saint John, New Brunswick,1882-1949) fue una partera, feminista y activista social canadiense. Ella y su esposo Charlie Yip Quong estuvieron entre los primeros matrimonios mixtos chino-europeos en Vancouver. Durante más de cuatro décadas, trabajó  para mejorar las condiciones de vida de los chinos en Canadá. En 2008, fue designada Persona de Importancia Histórica Nacional por ser una "defensora audaz y abierta de su comunidad de adopción; sirvió como intermediaria entre las sociedades eurocanadiense y chino-canadiense". 

## Biografía
Yip Quong nació en Saint John, New Brunswick, de soltera Nellie Towers. Se fue a los Estados Unidos para recibir educación privada. Posteriormente, trabajó como profesora de inglés en la ciudad de Nueva York. Mientras enseñaba, conoció a Charlie Yip Quong, un joyero chino de Vancouver. En 1900, se casó con Charlie Yip Quong en la ciudad de Nueva York, cuando los matrimonios interraciales eran raros. Después de algún tiempo tanto en la ciudad de Nueva York como en Vancouver, la pareja se fue a China. En 1904 regresaron a Vancouver.
Nellie fue aceptada en la comunidad china de Vancouver y participó activamente en la Ladies Empire Reform Association, la única mujer no china en esta organización política. Hay una fotografía de 1904 de la Asociación de Damas Chinas para la Reforma en los Archivos de la ciudad de Vancouver,  que incluye su imagen.
En 1917, Charlie y Nellie se mudaron al 783 de East Pender Street, donde criaron a su hija Eleanor (Lum). Allí brindó servicios sociales y de salud en chino, que no estaban disponibles en Vancouver debido al racismo. Entre los servicios prestados se encontraba el de partería, donde ayudó en el parto de unos 500 bebés. También organizó adopciones para madres solteras.Finalmente, fue contratada por la Asociación China de Beneficencia de Vancouver como la primera enfermera de salud pública para la población china. También actuó como intérprete en Vancouver y tradujo casos judiciales.  Además, "convenció al Hospital General de Vancouver de que pusiera fin a su política de mantener a todos los pacientes no caucásicos en el sótano".

## Reconocimientos
- La designación de Yip Quong fue iniciada por Imogene Lim, [12] profesora de Antropología de la Universidad de la Isla de Vancouver, pariente por matrimonio y apoyada por la hija de la Yip Quong, Eleanor Lum, y su nieta Starlet Lum. [13] Su placa fue descubierta el 13 de mayo de 2017 en una ceremonia en el barrio chino de Vancouver. [14]

- El 35 de mayo de 2013, la Casa Nellie Yip recibió una placa "Lugares que importan", escrita en inglés y chino, de la Vancouver Heritage Foundation.[15]
- La Biblioteca Pública de Vancouver ha nombrado una sala comunitaria en su honor en la sucursal Strathcona.[16]